# Eosentomon iranicum
Eosentomon iranicum är en urinsektsart som beskrevs av Andrzej Szeptycki 1977. Eosentomon iranicum ingår i släktet Eosentomon och familjen trakétrevfotingar. Inga underarter finns listade i Catalogue of Life.